# Демілітаризація (міжнародне право)
Демілітариза́ція (у міжнародному праві) — ліквідація військових укріплень і споруд на певній території, а також заборона тримати на цій території збройні сили на підставі договору між зацікавленими державами (в міжнародному праві); роззброєння. У практиці міжнародних відносин демілітаризації піддавалися певні зони вздовж державних кордонів. Часто такі зони створюються по обидва боки тимчасових демаркаційних ліній, встановлюваних при укладенні перемир'я (наприклад, при укладенні перемир'я в Кореї в 1953, у В'єтнамі в 1954 і на Близькому Сході в 1949 році). З метою забезпечення свободи і безпеки судноплавства демілітаризації піддавалися деякі міжнародні протоки і канали (наприклад, Магелланова протока, Суецький канал); демілітаризованими є Аландський і Шпіцбергенской архіпелаги. Відомі випадки демілітаризації території окремих так званих вільних міст (наприклад, Краків в 1815 році). У сучасному міжнародному праві формою часткової демілітаризації території є створення без'ядерних зон, в яких забороняється виробництво, зберігання і розміщення ядерної зброї і установок для її обслуговування. Згідно багатостороннього договору від 1 грудня 1959 року повністю демілітаризованою є Антарктика.